# 蚯蚓吉姆系列
「《蚯蚓吉姆》系列」是以蚯蚓吉姆（Jim）为主角的平台游戏系列，首作于1994年面世。2006年，IGN将《蚯蚓吉姆》列入「动物题材的必玩游戏」。

## 作品
- 蚯蚓吉姆（1994年）[1]
- 蚯蚓吉姆2（1995年）[4]
- Earthworm Jim 3D[5]
- Earthworm Jim: Menace 2 the Galaxy（1999年）[6]
- Earthworm Jim（取消，预定对应PlayStation Portable平台）[7][8]
- Earthworm Jim 4[9]（未发行）